# ميل مارتينيز
ميلكيادس رافائيل مارتينيز رويز (بالإنجليزية: Mel Martínez)‏، المعروف باسم ميل مارتينيز (ولد في 23 أكتوبر 1946)، هو سياسي أمريكي سابق كان سيناتورا عن ولاية فلوريدا من 2005 إلى 2009 ورئيسا عاما للحزب الجمهوري من نوفمبر 2006 حتى 19 أكتوبر 2007. شغل مارتينيز قبلها منصب الوزير الثاني عشر للإسكان والتنمية الحضرية في عهد الرئيس جورج دبليو بوش. مارتينيز هو من أصل كوبي ويدين بالكاثوليكية. وأعلن أنه استقال من منصبه كرئيس عام للجنة الوطنية الجمهورية في 19 أكتوبر 2007.
وكان مارتينيز قد استقال من منصبه في مجلس الوزراء الامريكى في 12 ديسمبر عام 2003 ليشغل مجلس الشيوخ الأمريكي عن ولاية فلوريدا الذي أخلاه عنه السيناتور الديمقراطي المتقاعد بوب غراهام. ونال مارتينيز ترشيح الحزب الجمهوري وهزم المرشحة الديمقراطية بيتي كاستور بفارق ضئيل. وبهذا أصبح أول أمريكي من أصل كوبي ينتخب إلى مجلس الشيوخ. كما كان هو وكين سالازار (أمريكي من أصل مكسيكي)  أول عضوين في مجلس الشيوخ من أصل إسباني منذ عام 1977. وانضم إليهما بوب مينينديز (وهو أيضا من أصل كوبي) في يناير 2006، حتى استقال سالازار من مجلس الشيوخ في 20 يناير 2009، ليصبح وزير الداخلية. في 2 ديسمبر 2008، أعلن مارتينيز أنه لن يترشح لإعادة انتخابه في مجلس الشيوخ في عام 2010.
في 7 أغسطس 2009، ذكرت شبكة سي إن إن وأورلاندو سنتينل أن مارتينيز سيستقيل من مقعده في مجلس الشيوخ.  وفي وقت لاحق من ذلك الشهر، أعلن الحاكم شارلي كريست أنه سيعين جورج ليميو خلفا لمارتينيز للسنة ونصف المتبقية ولاية مجلس الشيوخ. 
بعد أسبوعين من استقالة مارتينيز مقعده في مجلس الشيوخ، ذكرت صحيفة ذا هيل أنه سيشترك في جماعات الضغط ويصبح شريكا في شركة دي إل أيه بايبر الدولية.  ثم غادرها في أغسطس 2010 ليصبح رئيس بنك تشيس فلوريدا وعملياته في المكسيك وأمريكا الوسطى ومنطقة البحر الكاريبي.  مارتينيز هو حاليا رئيس مجلس إدارة جنوب شرق وأمريكا اللاتينية لشركة جي بي مورغان تشيس المصرفية.  ويعمل مارتينيز أيضا رئيسا مشاركا للجنة الإسكان في مركز السياسة الحزبية.